# Joop Bakker

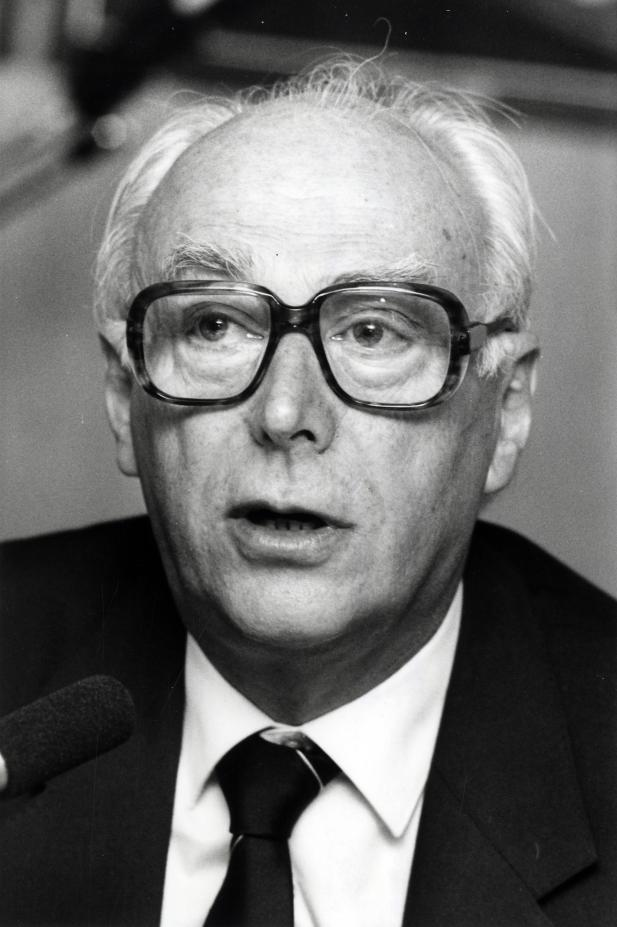
Joop Bakker (1983)

Johannes „Joop“ Age Bakker (* 21. Mai 1921 in Bolsward, Provinz Friesland; † 3. Oktober 2003 in Wassenaar, Provinz Südholland) war ein niederländischer Politiker der Anti-Revolutionaire Partij sowie des Christen-Democratisch Appèl, Vize-Ministerpräsident und Minister.

## Leben
Nach dem Besuch einer protestantischen Grundschule und der Rijks Hogere Burgerschool in Sneek studierte von 1941 bis 1947 Wirtschaftswissenschaften an der Niederländischen Wirtschaftshochschule Rotterdam, mit einer Unterbrechung aufgrund des Zweiten Weltkriegs.
Nach Kriegsende begann er seine politische Laufbahn in der Kommunalpolitik als er Mitglied des Gemeinderates sowie als Beigeordneter in Bolsward.
1949 trat er als Miteigentümer in das Familienunternehmen J.A. Bakker en Zoon ein, eine Fabrik für Bäckereizutaten in Bolsward. Dort war er bis 1955 tätig. 1955 wurde er zunächst Bürgermeister von Andijk und im Anschluss von 1959 bis 1963 von Hoogeveen.

## Staatssekretär und Minister
1963 wurde er Staatssekretär für Wirtschaftsangelegenheiten im Kabinett von Ministerpräsident Victor Marijnen. Dieses Amt übernahm er auch in der Regierung von Jo Cals und war in dieser bis 1966 weiterhin für Angelegenheiten des Mittelstandes und für regionale Industrialisierung verantwortlich.
In der darauf folgenden Regierung von Ministerpräsident Jelle Zijlstra wurde Bakker am 22. November 1966 Wirtschaftsminister und bekleidete dieses Amt bis 1967.
Piet de Jong berief ihn am 5. April 1967 in dessen Kabinett zum Vize-Ministerpräsidenten und Minister für Verkehr und Wasserwirtschaft. Zugleich wurde als Minister mit der Koordination von Angelegenheiten von Surinam und den Niederländischen Antillen betraut und übte alle Ministerämter bis 1971 aus.
Bei den Parlamentswahlen 1971 kandidierte Bakker auf Platz der ARP-Liste und wurde am 11. Mai 1971 Mitglied der Zweiten Kammer der Generalstaaten.
1972 legte er sein Abgeordnetenmandat nieder, nachdem er Vorstandsvorsitzender des Versicherers Algemene Friesche, Groot-Noordhollandsche en Olveh. Das Amt des Vorstandsvorsitzenden übte er zehn Jahre aus.

## Auszeichnungen
- 1971: Kommandeur des Orden vom Niederländischen Löwen.